# Elogi de l'ociositat
Elogi de l'ociositat (anglès: In praise of idleness) és un assaig de Bertrand Russell, publicat per primera vegada en 1932 en el Review of Reviews.

## Tesi de l'autor
La idea principal és que la humanitat observa un culte no raonable del treball que la fa treballar sempre més. Russell defensa aquesta tesi per dos arguments principals:
- El primer és que el valor del treball és un prejudici moral de les classes privilegiades, que diuen que l'absència d'activitat portaria la majoria dels homes, sobretot aquells de les classes més pobres, a la desocupació i a la depravació. Consegüentment, l'interès dels homes és ser explotats.
- El segon és que la producció industrial avui és suficient per a assegurar, amb un mínim de treball, les necessitats de tots els éssers humans. La racionalització de la producció en temps de guerra ha demostrat que no fa falta un gran nombre de persones per a produir tot el necessari per a tota una població. A més, si aquest treball es comparteix entre tota la població, implica que un individu no ha de treballar molt per a produir les necessitats imprescindibles de la vida, i fins i tot és innecessari.

Russell afirma, en conseqüència, que unes quatre hores laborals per dia bastarien per a fer que tota la població pogués viure amb comoditat suficient, mentre que la resta del temps, que abans es gastava en treball, ara es podria dedicar a l'oci. Aquest oci prendria moltes formes (de les més populars a les més intel·lectuals).